# 安里屋クヤマ

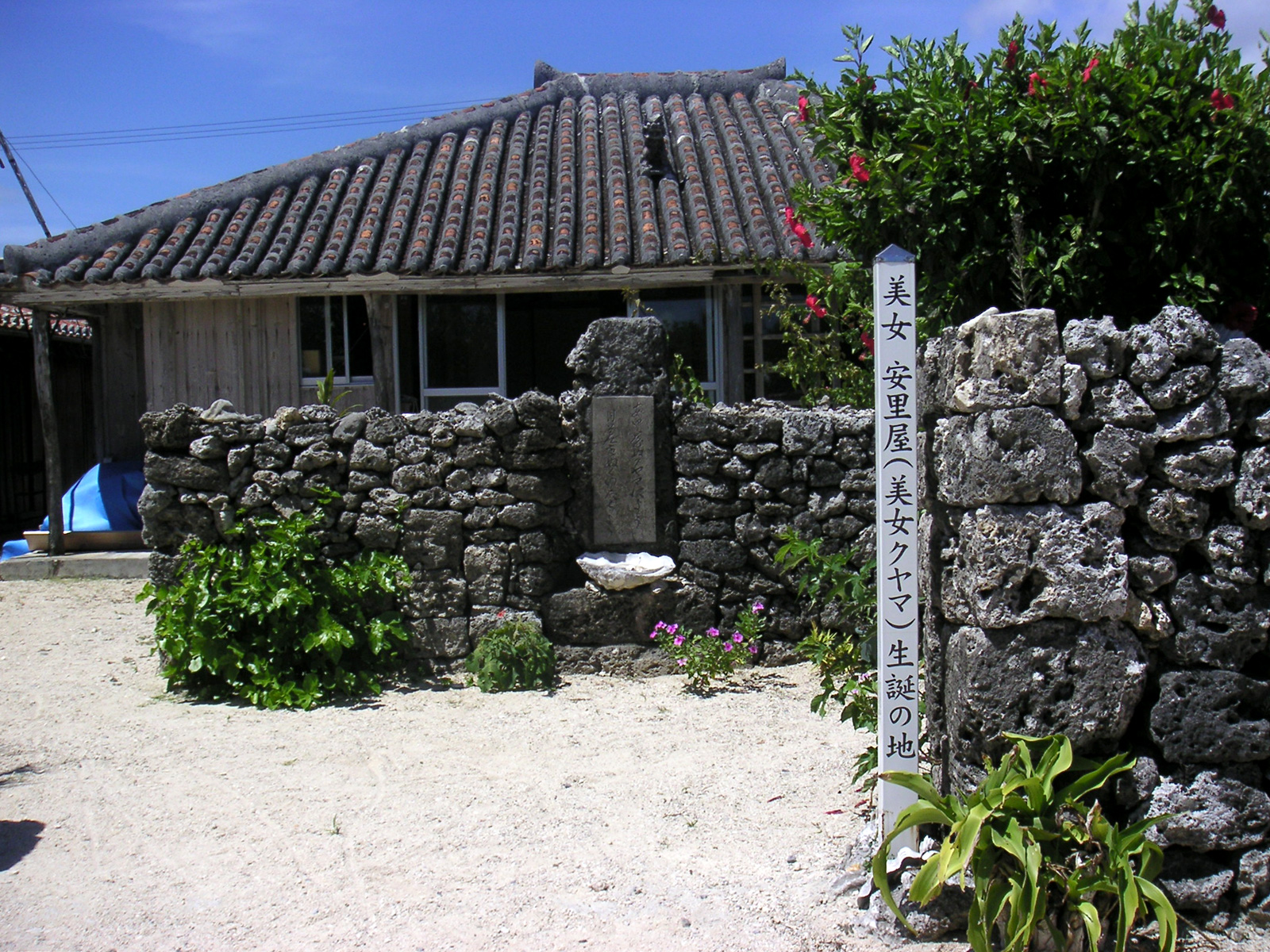
安里屋クヤマ生誕の地

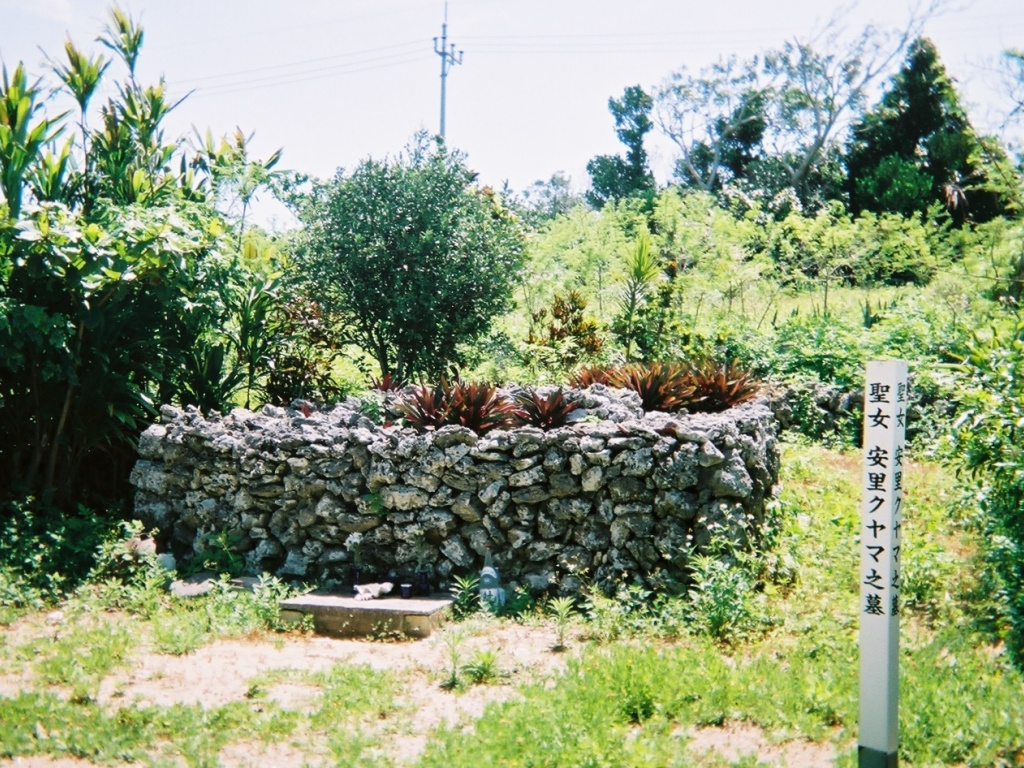
安里屋クヤマの墓

安里屋 クヤマ（あさとや クヤマ、1722年 - 1799年）、または安里 クヤマ（あさと クヤマ）は、18世紀の琉球王国・八重山諸島の女性。民謡「安里屋ユンタ」により広く知られている。
クヤマは1722年、八重山諸島の竹富島・安里屋に生まれ絶世の美女として広くその名が知られていた。クヤマが16歳の時、首里の王府から派遣されて来た目差主（みざししゅ。副村長に相当する下級役人）がクヤマに一目惚れし、賄い方（島妻）になって欲しいと求められるもクヤマは目差主の求婚を拒む。その後、クヤマは目差主の上司である与人の賄い方となり与人が八重山を離れる際に土地を献上されたと伝えられている。